# Comando Geral das Forças Armadas do Sul da Rússia
```
   |-
       |
Erro:
:  
valor não especificado para "
nome_comum
"
```

Comando Geral das Forças Armadas do Sul da Rússia (em russo:  Главное Командование Вооружёнными Силами на Юге России, transl. Glavnoye Komandovaniye Vooruzhyonnymi Silami na Yuge Rossii) foi um órgão administrativo no sul da Rússia em 1918 e 1919 desempenhando funções governamentais no território controlado pelas tropas do movimento branco russo Exército Voluntário e Forças Armadas do Sul da Rússia.
O predecessor do Comando Geral foi o Conselho Político (Политический совет; Političeskij sovet ) estabelecido em dezembro de 1917. Em 1918, devido a uma quantidade crescente de território caindo sob o controle do Exército Voluntário, a questão da administração civil tornou-se mais importante. Em 31 de agosto de 1918, o Comando Geral foi estabelecido sob o comando do General Mikhail Vasilieviche Alekseiev. As funções do Comando Geral foram clarificadas a 3 de Outubro de 1918. O chefe do Exército Voluntário seria o presidente do Comando Geral que serviria de órgão consultivo do chefe. Em 8 de outubro de 1918, após a morte do General Alekseiev, o papel de Líder Supremo foi dado ao General Anton Denikin. Os presidentes do comando foram Abram Dragomirov (outubro de 1918 a setembro de 1919) e Alexandre Lukomski (setembro a dezembro de 1919). O Comando Geral foi abolido em 30 de dezembro de 1919 por Denikin e substituído por um Governo do Comandante-em-Chefe das Forças Armadas do Sul da Rússia e, em março de 1920, o Governo Sul-Russo.